# 小行星178150
小行星178150（178150 Taiyuinkwei），臨時編號2006 TN92，是一顆位於小行星帶的小行星。由鹿林天文台於2006年10月14日發現。
該小行星以台灣物理學家與教育家，國立台灣大學物理學系與國立中央大學地球物理研究所創辦人戴運軌命名。。